# Rychłowiec
Rychłowiec – przysiółek w Polsce położona w województwie łódzkim, w powiecie pajęczańskim, w gminie Rząśnia.
W latach 1975–1998 miejscowość administracyjnie należała do województwa piotrkowskiego.